# Alphonse Bourquin

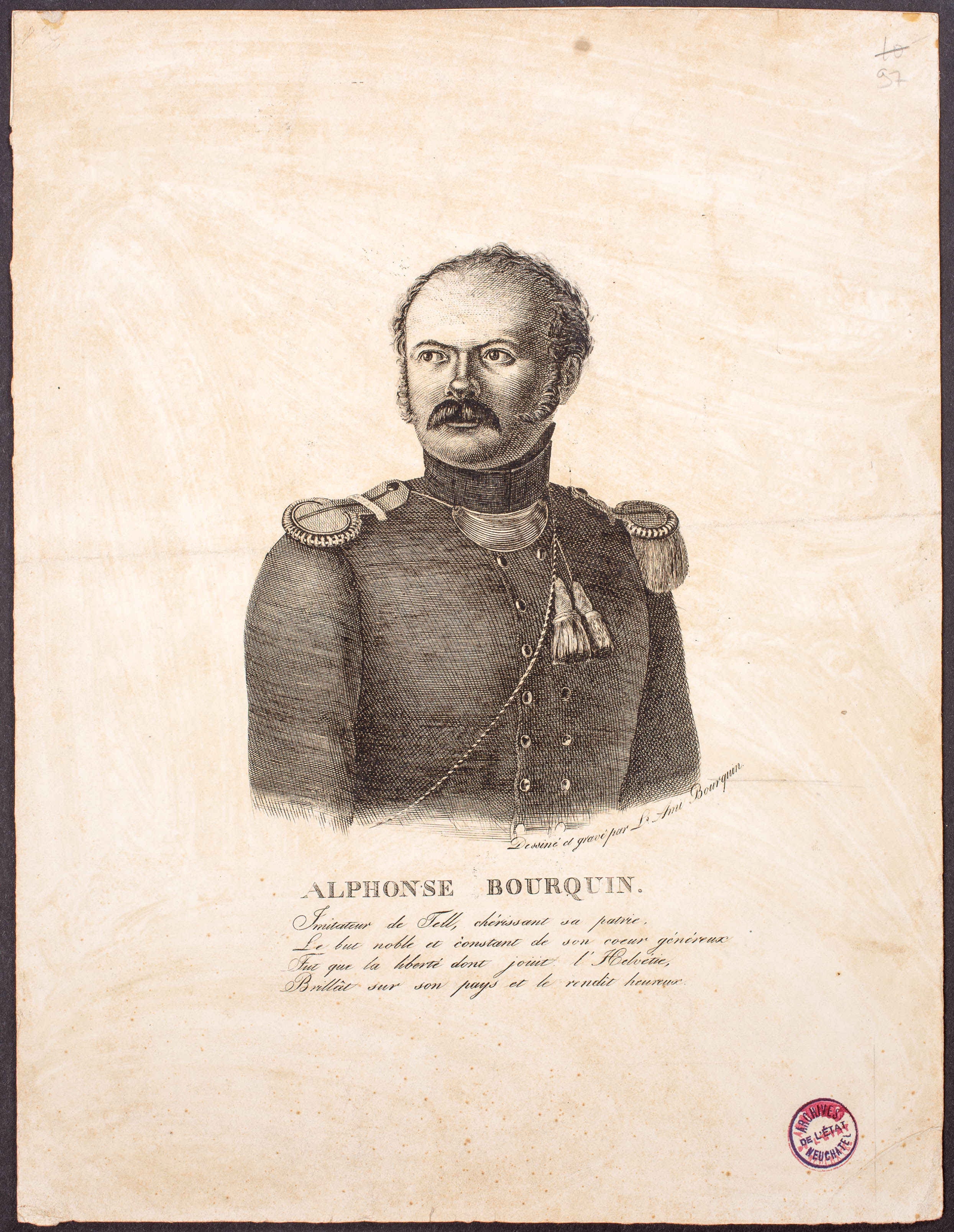
Alphonse Bourquin

Alphonse Bourquin (* 11. Dezember 1802 in Corcelles; † 24. Juli 1837 in New Orleans) war ein Schweizer Aufständischer.

## Leben
Alphonse Bourquin war der Sohn des Justizbeamten Jean-Henri Bourquin aus La Côte und dessen Ehefrau Rose-Marguerite (geb. Roulet).
Er war Acker- und Weinbauer, und nach einer Waffenausbildung in der Miliz des Fürstentums Neuenburg, Leutnant der Carabinieri.
Nachdem Neuenburg am 12. September 1814 der 21. Kanton der Eidgenossenschaft wurde, blieb es aber gleichzeitig ein Preussisches Fürstentum. Diese Doppelstellung Neuenburgs führte dazu, dass sich die gesamte Bevölkerung in zwei Lager spaltete; in dem einen Lager befanden sich diejenigen, die den bestehenden Zustand beibehalten wollten und später, 1832, sogar den Abbruch aller Verbindungen mit der Eidgenossenschaft forderten, und in dem anderen Lager waren diejenigen, die eine vollständige Befreiung von der preussischen Herrschaft anstrebten.

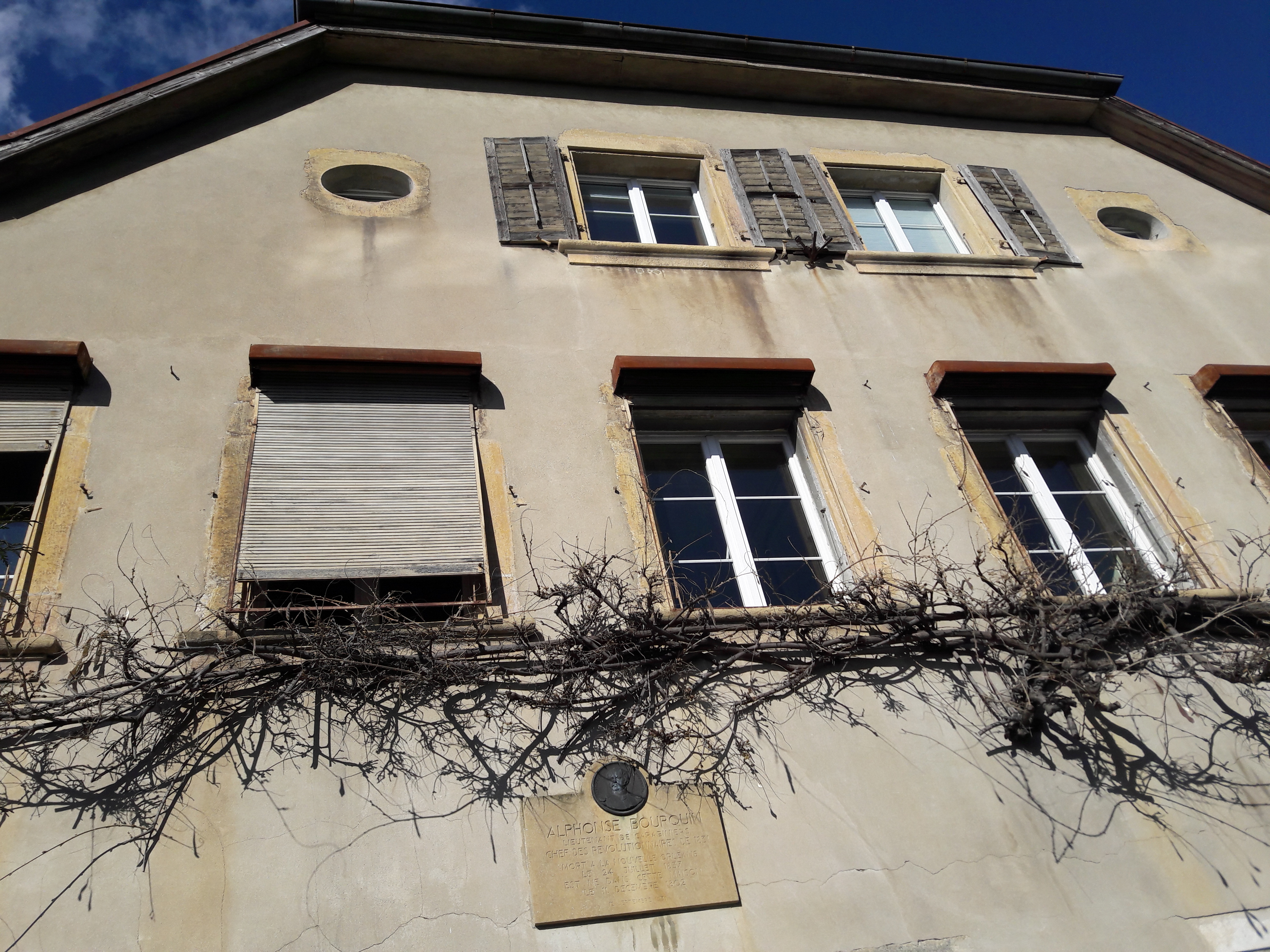
Grand-Rue 17 in Corcelles: Gedenktafel am Wohnhaus von Alphonse Bourquin

Die Liberalen, die sich am 7. Februar 1831 in Valangin versammelten, richteten an König Friedrich Wilhelm III. eine Petition, in der sie die Einsetzung einer vom Volk gewählten gesetzgebenden Körperschaft forderten. Diese sollten die Generalaudienzen ersetzen, deren Mitglieder grösstenteils vom König auf Lebenszeit ernannt worden waren. König Friedrich Wilhelm III. verfügte, dass der Gouverneur Ernst von Pfuel mit der Vollmacht nach Neuenburg reiste, um das Richtige und Notwendige zu bewilligen. Nachdem dieser die Wünsche des Volkes angehört hatte, liess er im Juni 1831 einen Erlass veröffentlichen, mit dem eine gesetzgebende Körperschaft (Corps législatif) aus 88 Abgeordneten eingesetzt wurde, von denen 10 vom König und 78 vom Volk ernannt wurden; einer der Abgeordneten war Alphonse Bourquin. Ernst von Pfuel verliess Neuenburg am 3. August 1831, weil er seine Mission für beendet hielt. Da die gesetzgebende Körperschaft jedoch nur über sehr begrenzte Befugnisse verfügte, erfüllte sie nicht die Erwartungen, die die Liberalen in sie gesetzt hatten, und so entschlossen diese sich, eine bewaffnete Bewegung zu organisieren, um das preussische Regime zu stürzen.
Neuenburger Republikaner und Demokraten unternahmen einen Versuch, das nach dem Wiener Kongress restaurierte Ancien Régime der Royalisten zu stürzen. Hierzu wurde Alphonse Bourquin zum Führer der aufständischen Truppen ernannt, die am 13. September 1831 das Schloss Neuenburg besetzten. Nach der Besetzung des Schlosses bat die royalistische Regierung daraufhin die Eidgenossenschaft um Hilfe und Unterstützung. Daraufhin wurde der Kanton, unter der Führung von Oberst Joachim Forrer (1782–1833), durch konföderierte Truppen besetzt, die in den Kantonen Waadt und Bern aufgestellt worden waren. Diese marschierten am 24. September 1831 in Neuenburg ein. Drei Tage später unterzeichneten die Aufständischen eine Kapitulation und gaben die Waffen ab. Ernst von Pfuel setzte darauf einen neuen Staatsrat ein, der aus Männern bestand, die dem König absolut ergeben waren.
Im November 1831 erfolgte die Verhaftung von Alphonse Bourquin wegen Hochverrats. Ihm gelang später die Flucht nach Yverdon. Von dort aus organisierte er einen neuen Aufstand. Er betrat am 17. Dezember 1831 mit kaum mehr als hundert Männern über Concise und Saint-Aubin den Boden des Fürstentums Neuenburg; eine zweite Gruppe von knapp hundert Männern drang über Sainte-Croix in Val-de-Travers ein. In Cortaillod stiessen sie auf ersten Widerstand. Bei den darauffolgenden Kämpfen gelang Alphonse Bourquin die Flucht nach Villeneuve im Kanton Waadt; dort wohnte er vorübergehend. Der Kanton Waadt weigerte sich, ihn an die Neuenburger Regierung auszuliefern, wies ihn jedoch später aus dem Kanton; am 3. Januar 1832 wurde er in Abwesenheit zum Tode verurteilt. Er setzte seine Flucht nach Troyes in Frankreich fort, bis er sich 1835 in Le Havre nach Rio de Janeiro einschiffte und schliesslich als Verkäufer in den Markthallen von New Orleans an Gelbfieber verstarb.
Die weiteren Anführer Alphonse Napoleon Petitpierre († 11. Januar 1834) und Henri-Constant Dubois († Oktober 1835) starben während der Inhaftierung, das Todesurteil gegen Frédéric Roessinger (1800–1862) wurde 1832 in eine lebenslange Haftstrafe umgewandelt, bevor er 1838 durch Ernst von Pfuel begnadigt wurde. Auch das Todesurteil gegen Constant Meuron (1804–1872) wurde in eine lebenslängliche Haft umgewandelt, aus der er im Juli 1834 flüchten konnte.
Alexis-Marie Piaget, einer der treibenden Kräfte der anti-preussischen Revolution von 1848 im Kanton Neuenburg, der die provisorische Übergangsregierung leitete, schrieb später in einem privaten Briefwechsel an seinen Freund Aimé Humbert-Droz (1819–1900), ... wenn man die Neuenburger Revolution von ihrem Ursprung her betrachtet, wenn man sie in ihrem Verlauf von 1831 bis 1848 verfolgt, ist man überzeugt, dass sie wirklich 1831 geboren wurde, dass sie wirklich in dieser Zeit vollendet wurde (siehe auch Kanton Neuenburg#Republikanische Verfassung).

## Ehrungen
Am 12. September 1931 wurde zum Gedenken an Alphonse Bourquin durch die kantonale Geschichtsforschende Gesellschaft eine Ehrentafel an seinem ehemaligen Wohnhaus in Corcelles angebracht.